# چای کوهی
چای کوهی یا  که به ترکی توکلوجه نیز گفته میشه همان چای چوپان یا چای پشمی (نام علمی: Stachys lavandulifolia)  گیاهی پایا از سردهٔ سنبله‌ای است. این گیاه در ارتفاعات ۱۹۰۰ تا ۳۳۰۰ متری از سطح دریا، به صورت پراکنده و در مواردی به صورت لکه‌های متراکم در سطوح کم رویش دارد. فراوانی این گونه در مناطق کم شیب و به ویژه در یال‌های مناطق کوهستانی بیشتر است.
در اکثر ارتفاعات شهرستان خوی و   چهار محال و بختیاری، فریدون شهر و نیشابور نیز یافت می‌شود.

## ریخت‌شناسی
چای کوهی در بن چوبی، کوتاه، دارای ساقه‌های کرک‌دار متعدد به رنگ سبز یا تقریباً متمایل به خاکستری؛ گل‌های خوشه مانند به رنگ صورتی، ارغوانی و به ندرت سفید یا متمایل به زرد، کاسه گل لوله‌ای و پوشیده از کرک پرهای بلند، به رنگ سبز تا بنفش تیره و برگ‌ها به صورت ساقه‌ای، پهن و دراز و خطی یا سرنیزه‌ای می‌باشد.
ساقه: متعدد، کرک پوش و خزی، ایستاده یا خیزان وبا طول ۲۵ تا ۶ سانتی‌متر، منشعب با شاخه‌های ساده، برخی بارور و گل دار، منتهی به گل آذین. عده‌ای کوتاه و عقیم و با برگ‌های تقریباً دسته‌ای.
برگ: به ابعاد ۸–۴ و۳۰–۱۵ میلی‌متر، پهن، دراز و خطی – سرنیزه‌ای، در انتها کند و مدور، کم و بیش پوشیده از تا کرکهای بلند، کمی زبر، در حاشیه دارای دندانه‌های نامرتب مضاعف، سبز مات و متمایل به سفید، در پایین باریک شده و منتهی به دمبرگ، نسبتاً بلند، دارای رگه‌های برجسته موازی، تخم مرغی یا بیضی شکل، برگشته و کمی بلندتر از کاسه گل.
گل: صورتی یا ارغوانی، به ندرت سفید یا متمایل به زرد، به صورت خوشه، براکته‌ها باریک و نخی شکل و قابل دید، کاسه گل به طول ۱۸ تا ۱۴ میلی‌متر با تقسیمات پردار (پوشیده از کرک‌های بلند)، تیره، در پایین سر نیزه‌ای و باریک و در بالا باریک درفشی.
موسم گل: فصل بهار

## نام‌گذاری گیاه
این گیاه در ایران، با نام‌های  توکلوجه  بخاطر پرزدار بودن میگن، سنبله زیبا، پشمینه علف، پشموک (کهگیلویه و بویراحمد)، پشم العلف (البرز) ،گل کُوفته (همدان)، گل کوو (=کبود، کردستان)، توکلیجه (آذربایجان)، پشمینه/کرک گربه (شیراز، الیگودرز، بختیاری) ، کُلکِنَه (=کرکینه، لرستان)، کرک خرگوش (لرستان)، گل پهپووک/دێباڤ (کردهای خراسان)، گل گُربه (خوانسار، فریدن، فریدونشهر)، هالوله/اولیله (اصفهان) گلپرکوهی (استان خراسان رضوی) شناخته می‌شود.

## اثر دارویی
چای کوهی به عنوان مسکّن برای ناراحتی‌های گوارشی استفاده می‌شود.
این گیاه از نظر طب قدیم ایران گرم و خشک است. چای کوهی بازکننده قولنج‌های سرد مزاج مدر بول و بازکننده عادت ماهانه در زنان و متلاشی‌کننده سنگ مجاری ادراری و صفراوی است. افراد دارای مزاج گرم از این گیاه کمتر بنوشند و با داروهای دیگر مصرف نمایند زیرا خوردن زیاد چای کوهی ادرار را خون آلود می‌کند. خوردن این گیاه می‌تواند اخلاط بلغمی غلیظ بدن را که در شش‌ها یا امعاء یا رحم متمرکز شده‌اند دفع سازد. همچنین خوردن معجون چای کوهی و عسل قوای جنسی را بهبود می‌دهد.
این گیاه با خاصیت آرامش بخشی، آنتی باکتریال است و در دفع سنگ کلیه، دردهای مفصلی، رماتیسمی، سردرد، سرگیجه و دردهای عصبی و ناراحتی‌های معده و روده با منشأ روانی مفید است. این گیاه ضدتشنج و ضدمیگرن بوده و در درمان سرماخوردگی مؤثر است. همچنین این گیاه در درمان بی خوابی، نقرس، حساسیت، گرفتگی روده و تقویت دستگاه دفاعی بدن بسیار مؤثر است.
این گیاه که به صورت گل‌های پنبه‌ای بنفش رنگ در مناطق کوهستانی رشد می‌کند دارای خواص فوق‌العاده‌ای است. بهترین شیوه مصرف این گیاه دم کرده آن است.
بهترین زمان استفاده از این گیاه تا شش ماه پس از چیدن آن است و بعد از این مدت بهتر است از اسانس آن استفاده شود.
مصرف چای کوهی برای زنان باردار مضر بوده و ممکن است موجب سقط جنین شود

## میزان مصرف و طرز تهیهٔ چای کوهی
یک قاشق مرباخوری پر از چای کوهی را در یک لیوان آب جوش ریخته و با قاشق خوب به هم بزنید. آن گاه روی آن را با یک نعلبکی بپوشانید و بگذارید مدت ۲۰ دقیقه بماند تا دم بکشد. سپس آن را صاف کرده و میل کنید.
روش دیگر دم کردن آن همان روش دم کردن چای معمولی است که در قوری انجام میشود.
این چای، یک نوشیدنی خوش رنگ، خوش‌مزه و دل چسب است که در شب‌های سرد پاییزی و زمستان، پس از یک روز کار و تلاش با ایجاد آرامش و رفع خستگی، انرژی از دست رفته را به شما بازمی‌گرداند.